# Nerw skalisty większy

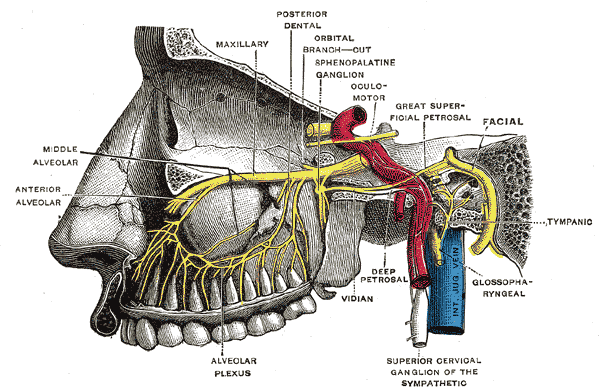
Czaszka (fragment) strona prawa. Nerw skalisty większy widoczny po stronie prawej rysunku, zaznaczony u góry jako Great Superficial Petrosal

Nerw skalisty większy (łac. nervus petrosus major) – w anatomii człowieka nerw będący gałęzią nerwu twarzowego. Prowadzi różne rodzaje włókien nerwowych: czuciowe, ruchowe jak i przedzwojowe włókna przywspółczulne oraz smakowe.

## Przebieg
Nerw bierze swój początek w kolanku nerwu twarzowego. Odchodzi on od zwoju kolanka a następnie wychodzi na powierzchnię podstawy czaszki przez rozwór kanału nerwu skalistego większego (łac. hiatus canalis nervi petrosi majoris), który znajduje się na przedniej powierzchni części skalistej kości skroniowej. Następnie nerw przebiega w bruździe nerwu skalistego większego (łac. sulcus nervi petrosi majoris) kierując się ku przodowi i nieco przyśrodkowo. Po drodze mija on zwój trójdzielny  oraz tętnicę szyjną wewnętrzną układając się między nimi (bocznie od tętnicy a przyśrodkowo i nieco ku dołowi od zwoju). Mając przed sobą otwór poszarpany nerw przebija przykrywający go chrząstkozrost klinowo-skalisty i wychodzi na zewnętrzną powierzchnię podstawy czaszki w stropie dołu skrzydłowo-podniebiennego. Tam wchodzi do kanału skrzydłowego i zespala się z biegnącym razem z nim nerwem skalistym głębokim. Zespolenie obu nerwów może nastąpić wcześniej na wysokości otworu poszarpanego. Wspólnie utworzony nerw kanału skrzydłowego biegnie do zwoju skrzydłowo-podniebiennego.

## Zakres unerwienia
Nerw skalisty większy zawiera następujące włókna:
- włókna czuciowe zopatrujące tylną część jamy nosowej oraz podniebienie
- włókna odśrodkowe przywspółczulne tworzące korzeń przywspółczulny zwoju skrzydłowo-podniebiennego dla gruczołu łzowego, gruczołów jamy nosowej oraz gruczołów podniebienia
- dośrodkowe włókna smakowe zaopatrujące podniebienie
- włókna ruchowe dla mięśnia dźwigacza podniebienia miękkiego – niestale